# Raymond Depardon
Raymond Depardon (Villefranche-sur-Saône, 6 luglio 1942) è un fotoreporter, regista cinematografico e giornalista francese.

## Biografia
A soli 16 anni si trasferisce a Parigi, dove comincia la professione di fotografo. Nel 1960 svolge in questa veste il suo servizio militare, seguendo la guerra d'Algeria.
Nel 1966 fonda insieme a Gilles Caron l'Agenzia Gamma, per la quale realizza reportage nei "luoghi caldi" del pianeta (in Venezuela, Africa, Biafra, Ciad) e Sud-Est asiatico (Vietnam, Cambogia).
A partire dal 1969, quando realizza un cortometraggio sui funerali di Jan Palach, alterna alla fotografia il documentario, fino ad esordire anche nel cinema di finzione nel 1985.
Nel 1977 riceve il Premio Pulitzer e nel 1978 lascia la Gamma per associarsi alla Magnum Photos di cui diventa membro effettivo nel 1979.

## Opera

### Fotografia
Depardon appartiene a una scuola fotografica documentaria più vicina alla corrente degli americani Walker Evans e Robert Frank che a quella del maestro della fotografia francese Henri Cartier-Bresson. Ha pubblicato numerosi libri fotografici ed allestito altrettante mostre delle sue opere. Fra le sue pubblicazioni si possono citare Tchad (1978), Correspondance New-Yorkaise (1981), Le désert américain (1983), En Afrique (1996), Détours (2000), Premio Nadar per il miglior libro fotografico francese, Photographies de Personnalités Politiques (2006).

### Documentari
Nei suoi documentari Depardon ha spaziato fra mondi diversi: ha seguito la campagna di Valéry Giscard d'Estaing per le elezioni presidenziali francesi del 1974 in 1974, une partie de campagne (1974), in Reporters (1980) ha mostrato il mondo dei fotografi, ha affrontato il tema della psichiatra con San Clemente (1982), ambientato nell'ospedale psichiatrico di Venezia, e Urgences (1988), in Faits divers (1983) ha seguito l'attività di una stazione di polizia di Parigi, si è occupato del sistema giudiziario con Délits flagrants (1994) e 10e chambre, instants d'audience (2004), ha dedicato alla vita quotidiana dei contadini della campagna francese una trilogia, Profils paysans (2001, 2005, 2007).

### Film di finzione
I rari film di finzione di Depardon sono accomunati dall'avere una forma sostanzialmente documentaria e da un elemento paesaggistico, il deserto, che è il vero protagonista. La prigioniera del deserto (La captive du désert, 1990), ambientato nel Ciad, deriva da suoi reportage, Un homme sans l'Occident (2004) è ispirato al romanzo del 1946 di Diégo Brosset Sahara, un homme sans l'occident.

## Filmografia parziale

### Regista
- 1974, une partie de campagne (1974)
- Reporters (1981)
- San Clemente (1982)
- Faits Divers (1983)
- Une femme en Afrique (1985)
- Urgences (1988)
- La prigioniera del deserto (La captive du désert) (1990)
- Délits flagrants (1994)
- Profils paysans: l'approche (2001)
- Un homme sans l'Occident (2002)
- 10e chambre - Instants d'audience (2004)
- Profils paysans: le quotidien (2005)
- Profils paysans: la vie moderne (2008)
- Journal de France (2012)
- Les habitants (2016)
- 12 jours (2017)